# IEC 60027
IEC 60027 (раніше IEC 27) — міжнародний технічний стандарт для буквених позначень, опублікований Міжнародною електротехнічною комісією (IEC), який складається з таких частин:
- IEC 60027-1: Загальні положення
- IEC 60027-2: Телекомунікації та електроніка
- IEC 60027-3: Логарифмічні та споріднені величини та їх одиниці
- IEC 60027-4: Символи для величин, що використовуються для обертових електричних машин
- IEC 60027-6: Технологія керування
- IEC 60027-7: Фізіологічні величини та одиниці

Близьким міжнародним стандартом щодо величин та одиниць є ISO 31. Стандарти ISO 31 та IEC 60027 обидві організації зі стандартизації переглядають разом. Переглянутий гармонізований стандарт відомий як ISO/IEC 80000, Кількості та одиниці. Він замінює як ISO 31, так і частину IEC 60027.

## IEC 60027-2
Поправка 2 до стандарту IEC 60027-2, опублікована в січні 1999 року, була першим міжнародним стандартом, що визначає двійкові префікси, запропоновані Міжнародною електротехнічною комісією (IEC) 1996 року (kibi - (Ki), mebi - (Mi), gibi - (Gi) і tebi - (Ti)), але додав до переліку pebi (Pi) і exbi - (Ei). Це не змінилося у другому виданні стандарту, опублікованому 2000 року, але у третьому виданні 2005 року додано префікси zebi- (Zi) і yobi- (Yi). Гармонізований стандарт ISO/IEC IEC 80000-13 :2008 замінює підпункти 3.8 і 3.9 стандарту IEC 60027-2:2005. Єдина суттєва зміна — додання явних визначень для деяких величин.